# Пентаборид дивольфрама
Пентаборид дивольфрама — неорганическое соединение металла вольфрама и бора с формулой W2B5,
серые кристаллы.

## Получение
- Взаимодействие оксида вольфрама(VI), карбида бора и угля при нагревании в вакууме:

{\displaystyle {\mathsf {8WO_{3}+5B_{4}C+19C\ {\xrightarrow {1150-1300^{o}C}}\ 4W_{2}B_{5}+24CO}}}
- Реакция чистых веществ:

{\displaystyle {\mathsf {2W+5B\ {\xrightarrow {1200-2000^{o}C}}\ W_{2}B_{5}}}}
- Алюмотермическое восстановление смеси оксида вольфрама(VI) и оксида бора:

{\displaystyle {\mathsf {4WO_{3}+5B_{2}O_{3}+18Al\ {\xrightarrow {T}}\ 2W_{2}B_{5}+9Al_{2}O_{3}}}}

## Физические свойства
Пентаборид дивольфрама образует серые кристаллы
гексагональной сингонии,
пространственная группа P 6/mmc,
параметры ячейки a = 0,292 нм, c = 1,387 нм.

## Химические свойства
- Окисляется при нагревании на воздухе:

{\displaystyle {\mathsf {4W_{2}B_{5}+27O_{2}\ {\xrightarrow {800^{o}C}}\ 8WO_{3}+10B_{2}O_{3}}}}